# CILECT
CILECT (Centre International de Liaison des Écoles de Cinéma et de Télévision, en español Asociación Internacional de Escuelas de Cine y Televisión) es la asociación de las mayores escuelas de cine del mundo. Fue fundada en Cannes en 1955.
Su objetivo es proveer los medios para un intercambio de ideas entre las escuelas participantes y a ayudarlas a entender el futuro de la educación de personal creativo en el mundo del cine, televisión y medios relacionados. La organización se dedica a la creación, desarrollo y mantenimiento de cooparaciones regionales e internacionales entre sus miembros, así como ayudar al desarrollo de la industria en los países en vías de desarrollo. 
Algunas escuelas miembros de la CILECT son
The Icelandic Film School de Islandia, ENERC de Argentina, BFA de China, ECYTV de Colombia, EICTV de Cuba, FAMU de República Checa, La Fémis de Francia, DFFB de Alemania, CSC de Italia, CCC y ENAC de México, Instituto Gerasimov de Rusia, ECAM de España, NFTS de Reino Unido, NYU, UCLA y USC de Estados Unidos de América.

## Organizaciones regionales
- The Groupement Européen des Écoles de Cinéma et de Télévision / European Grouping of Film and Television Schools (GEECT) es la organización de los miembros europeos de CILECT, además de Egipto, Israel y el Líbano.
- CILECT Ibero América (CIBA) es la organización del Cine Latinoamericano y de las escuelas lusohispanas de CILECT.
- CILECT Asia-Pacific Association (CAPA) es la organización regional de los miembros de CILECT en la región de Asia-Pacífico.
- CILECT Africa Regional Association (CARA) es la organización regional de los miembros de CILECT en África.
- CILECT's North American regional organization es la University Film and Video Association (UFVA), uno de los miembros fundadores de CILECT.